# James A. Keller
James Albert Keller (Pittsburgh, 20 ottobre 1939 – Spartanburg, 6 settembre 2016) è stato un insegnante, filosofo e teologo statunitense.

## Biografia
Keller ha conseguito il Bachelor of Science al Massachusetts Institute of Technology e il Master of Divinity al Pittsburgh Theological Seminary. Successivamente ha studiato filosofia all'Università Yale, conseguendo prima il master e poi il Ph.D. Nel 1972 è entrato al Dipartimento di Filosofia del Wofford College a Spartanburg, dove ha svolto l'intera carriera accademica, diventando direttore del dipartimento. Si è ritirato dall'insegnamento nel 2011. Keller apparteneva alla Chiesa presbiteriana ed è conosciuto per essersi occupato di problemi filosofici riguardanti la religione, su cui ha pubblicato articoli su riviste specializzate. Alcuni dei suoi articoli, come quelli su alcune giustificazioni filosofiche dell'ateismo e su alcuni argomenti morali contro i miracoli, hanno suscitato controversie. Sul problema dell’esistenza del male e del potere di Dio, Keller  ha anche pubblicato un libro. Keller si era sposato ma era rimasto vedovo; ha lasciato due figli, una femmina e un maschio.

## Pubblicazioni principali

### Articoli
- Whitehead’s Organic Philosophy of Science, Process Studies 8 (3), 1978
- Epistemology, Faith and Philosophy 1 (3), 1984
- Contemporary christian doubts about the resurrection, Faith and Philosophy 5 (1), 1988
- The Problem of Evil and the attributes of God, International Journal for Philosophy of Religion 26 (3), 1989
- Accepting the authority of Bible: Is It Rationally Justified?, Faith and Philosophy 6 (4), 1989
- Logic, God and Metaphysics, Process Studies 22 (4), 1993
- Atheism: A philosophical justification, Faith and Philosophy 10 (1), 1993
- A moral argument against miracles, Faith and Philosophy 12 (1), 1995
- The hiddnesses of God and the Problem of Evil, International Journal for Philosophy of Religion 37 (1), 1995
- Reported miracles: a critique of Hume, Faith and Philosophy 13 (2), 1996

### Libri e capitoli di libri
- James A. Keller, Problems of Evil and the Power of God, Routledge, 2007
- James A. Keller, "Like Tears in Rain: A Process Challenge", in Metaphysics, Analysis and the Grammar of God, a cura di Randy Ramal, Mohr Siebeck, 2010